# Vultee A-31 Vengeance
Vultee Vengeance byl americký dvoumístný jednomotorový bitevní a střemhlavý bombardovací středoplošník z období druhé světové války.

## Vývoj

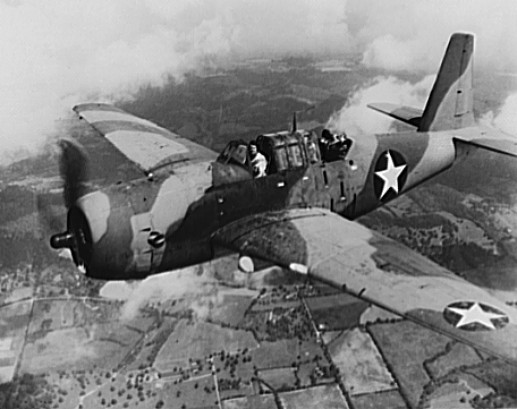
Vultee Vengeance, 1942

Letoun vznikl na základě objednávky britské nákupní komise, která v roce 1940 zadala v USA u společnosti Vultee vývoj střemhlavého stroje pro ničení bodových cílů. Na britský požadavek vznikl typ Vultee V-72 Vengeance, jehož prototyp (AN838) poprvé vzlétl v červenci 1941 v kalifornském Downey. Licenční produkce byla zavedena také u firmy Northrop Aircraft Inc. v Hawthorne, jejíž první Vengeance vzlétl 30. listopadu 1941. Výrobky obou firem se lišily pouze v detailech, přesto bylo v RAF zavedeno označení Vengeance Mk.I pro letouny vyrobené Northropem a Vengeance Mk.II vyrobené společností Vultee.
Stroje financované z prostředků vyčleněných Zákonem o půjčce a pronájmu z března 1941 byly produkovány s označením Vengeance Mk.IA (Northrop) a Vengeance Mk.III (Vultee). Letouny těchto sérií se odlišovaly vnitřním vybavením a pro použití v americkém letectvu jim bylo přiděleno označení A-31-VN (Vultee) a A-31-NO (Northrop). A-31 byly poháněny čtrnáctiválcovým dvouhvězdicovým motorem Wright R-2600-19 Cyclone, zatímco Vengeance Mk.I-III jeho verzí GR-2600-A5B, jejichž výkon se pohyboval okolo 1250 kW. Prvních 1000 kusů Vengeance Mk.I-III mohlo nést hlavňovou výzbroj čtyř pevných kulometů Browning ráže 7,62 mm v křídle a zdvojeným kulometem stejné ráže v zadní kabině. Často však byly zaměňovány za spolehlivější britské BSA-Browning ráže 7,7 mm. V pumovnici s výklopnou vidlicí mohly být zavěšeny pumy do celkové hmotnosti 454 kg.
V červnu 1942 bylo rozhodnuto o pokračování výroby V-72 se změněným úhlem nastavení křídla a inovovanou výzbrojí. V křídle byly instalovány čtyři kulomety Browning M2 ráže 12,7 mm a jedním pohyblivým kulometem téhož typu pro obranu zadní polosféry. V této podobě vzniklo 99 letounů A-35A a 831 A-35B s šesti kulomety v křídle. A-35B nejdříve poháněl motor R-2600-13, z nichž 104 stroje nesly v rámci RAF označení Vengeance DB Mk.IV Srs.1, později R-2600-8 s výkonem 1240 kW létající u britského Royal Air Force jako Vengeance DB Mk.IV Srs.2. Několik letounů obou sérií bylo v RAF upraveno na vlečné Vengeance TT Mk.IV.
Jeden zkušební letoun XA-31B byl osazen velkou hvězdicovou pohonnou jednotkou Pratt & Whitney XR-43600-1 Wasp Major, po jejíž záměně za R-3350-18 Cyclone nesl označení XA-31C. Dalších pět draků Vengeance bylo v souvislosti s vývojem bombardéru Boeing B-29 Superfortress osazeno motory Wright R-3350-37 a intenzivně testováno jako YA-31C.

## Nasazení

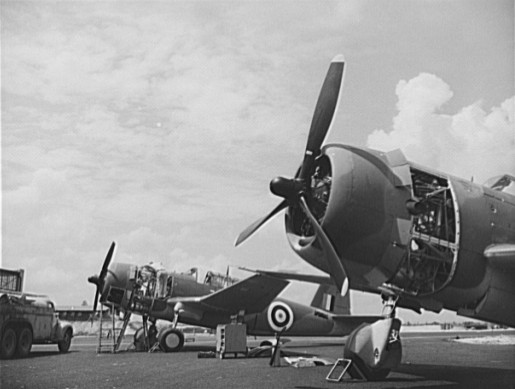
Vultee A-31, RAF, 1943

Většina Vengeance dodaných RAF byla předisponována do Indie, odkud měly operovat nad Barmou. Svoji operační činnost zahájily na podzim 1942, kdy v rámci dvou perutí vzlétaly na protiponorkové hlídkové lety v oblasti Bengálského zálivu. Od března 1943 s některými z nich létali příslušníci Indického letectva pod velením RAF. V této oblasti byly Vengeance stahovány z první linie až na podzim 1944.
Royal Australian Air Force první kusy z celkové dodávky 337 Vengeance Mk.I, II, IV a IVA přebíralo od října 1942, které zahájily bojovou aktivitu v červnu 1943 v jihozápadním Pacifiku proti Japoncům. Stroje různých verzí byly v amerických jednotkách využívány pro výcvik palubních střelců, jako vlečné letouny a pro dopravu malých nákladů nebo osob mezi jednotkami. V září 1943 bylo na 50 Vengeance předáno letectvu Svobodné Francie, které je používalo pro nebojové účely v severní Africe do dubna 1944.

## Uživatelé
- Austrálie
  - Royal Australian Air Force
- Brazílie
  - Brazilské letectvo
- Indie
  - Royal Indian Air Force
- Francie

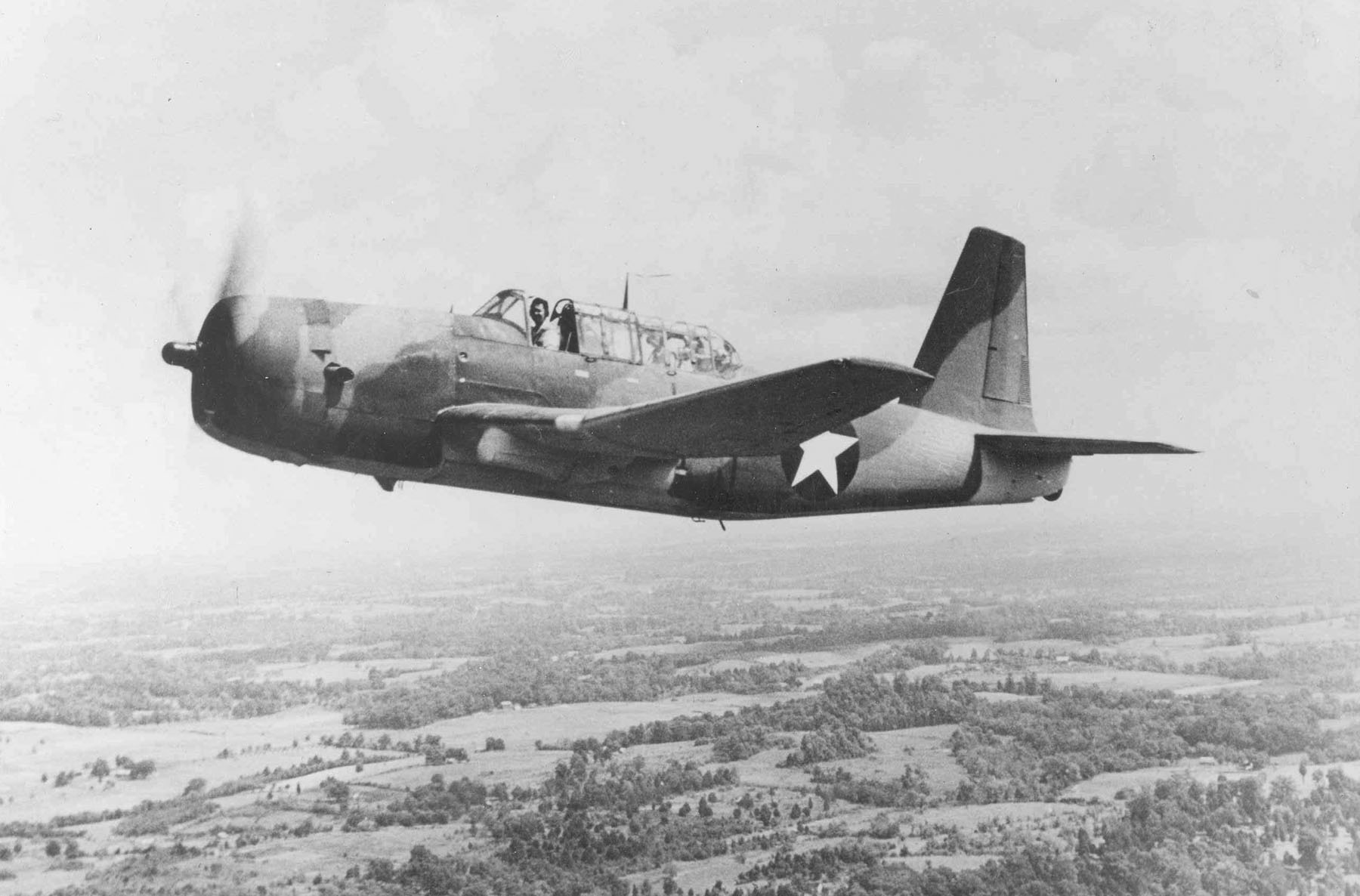
A-35B, USAAF

  - Forces aériennes françaises libres / Armée de l'air
- Spojené království
  - Royal Air Force
  - Fleet Air Arm
- Spojené státy americké
  - United States Army Air Forces

## Specifikace (A-35A)
Údaje dle

### Technické údaje
- Osádka: 2 (pilot a pozorovatel/střelec)[4]
- Rozpětí: 14,64 m
- Délka: 12,05 m
- Výška: 4,15 m
- Nosná plocha: 30,88 m²
- Hmotnost prázdného letounu: 4 676 kg
- Vzletová hmotnost: 7 446 kg
- Maximální vzletová hmotnost: 7 756 kg
- Pohonná jednotka: 1 × čtrnáctiválcový dvouhvězdicový motor Wright R-2600-13 Cyclone
- Výkon pohonné jednotky: 1 700 k (1 250 kW)

### Výkony
- Maximální rychlost: 449 km/h
- Cestovní rychlost: 370 km/h
- Výstup na 4575 m: 11,3 min
- Dostup: 6800 m
- Dolet: 3700 km

### Výzbroj
- 4 × pevný kulomet M2 ráže 12,7 mm se 425 náboji na hlaveň [4]
- 1 × pohyblivý kulomet M2 ráže 12,7 mm se 400 náboji[4]
- max. 907 kg pum